# 3722 Urata
3722 Urata (mednarodno ime je tudi 3722 Urata) je asteroid v glavnem asteroidnem pasu. 

## Odkritje
Asteroid je odkril nemški astronom Karl Wilhelm Reinmuth (1892 – 1979) 29. oktobra 1927 .  
Imenuje se po japonskem astronomu Takeši Urati

## Lastnosti
Asteroid Urata obkroži Sonce v 3,3 letih. Njegova tirnica ima izsrednost 0,199, nagnjena pa je za 6,455° proti ekliptiki.